# 혈보산천
"혈보산천"은 한국에서 제작된 설태호 감독의 1972년 영화이다. 강용석 등이 주연으로 출연하였고 신상옥 등이 제작에 참여하였다.

## 출연

### 주연
- 강용석